# 뉴베리 (사우스캐롤라이나주)

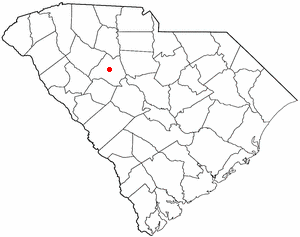

뉴베리(Newberry)는 미국 사우스캐롤라이나주 뉴베리군에 있는 도시로, 컬럼비아에서 북서쪽으로 69km 떨어진 피드몬트에 있다. 헌장은 1894년에 채택되었다. 2010년 미국 인구 조사에서 인구는 10,277명이었다. 뉴베리군의 군청 소재지이다. 한때 뉴베리 코트하우스(Newberry Courthouse)라고 불렸다.
뉴베리는 1976년에 시가 되었지만 25년 이상 미국 인구조사국에 변경 사항을 보고하지 않았다. 그 결과, 이 도시는 2000년 인구 조사에서 도시로 등록되었다.
이곳은 미국 복음주의 루터교회 산하 사립 교양 대학인 뉴베리 칼리지(Newberry College)의 고향이다.

## 인구
| 인구조사              | 인구   | Note | %±    |
| --------------------- | ------ | ---- | ----- |
| 1850년                | 509    |      | —     |
| 1870년                | 1,891  |      | —     |
| 1880년                | 2,343  |      | 23.9% |
| 1890년                | 3,020  |      | 28.9% |
| 1900년                | 4,607  |      | 52.5% |
| 1910년                | 5,028  |      | 9.1%  |
| 1920년                | 5,894  |      | 17.2% |
| 1930년                | 7,298  |      | 23.8% |
| 1940년                | 7,510  |      | 2.9%  |
| 1950년                | 7,546  |      | 0.5%  |
| 1960년                | 8,208  |      | 8.8%  |
| 1970년                | 9,218  |      | 12.3% |
| 1980년                | 9,866  |      | 7.0%  |
| 1990년                | 10,542 |      | 6.9%  |
| 2000년                | 10,580 |      | 0.4%  |
| 2010년                | 10,277 |      | −2.9% |
| 2020년                | 10,691 |      | 4.0%  |
| U.S. Decennial Census |        |      |       |